# Heinrich von Nutzhorn
Bendix Conrad Heinrich Andersen von Nutzhorn (født 20. februar 1833 i København, død 8. april 1925 i Askov) var en dansk teolog, højskolelærer og sangkomponist.
Nutzhorn blev cand.theol. 1860, var elev i musik af A.P. Berggreen og lærer i historie og musik ved Rødding Folkehøjskole 1862, og derefter fra 1865 ved Askov Folkehøjskole.
Nutzhorn stiftede 1901 De samvirkende Centralsangforeninger i Sjælland, Fyn og Jylland, hvis overdirigent han var indtil 1907.
Nutzhorn redigerede fjerde udgave af Sangbog udgivet af foreningen for höjskoler og landbrugsskoler der blev udgivet i 1902.
Fra hans hånd mærkes en stor række sangkompositioner, mest af nationalt og kirkeligt indhold, desuden en række musikhistoriske afhandlinger i forskellige tidsskrifter: "Weyse", "Hans Matthison-Hansen", "Pacius og Gade", "Om Kæmpeviserne og deres Oprindelse", fremdeles "Melodisamliing til den ny Salmebog" (1900, sammen med Bredsdorff).
Hans hovedværk er Den dansk-lutherske Menigheds Salmesang, dens Ord og Toner, I—II (København 1913-18), som omhandler reformationstiden fra dennes begyndelse indtil Hans Thomissøns klassiske værk Den danske Psalmebog (København 1569).
Kirsten Sass Bak skriver om i Nutzhorn Musik og danskhed:
"... Dog havde højskolen sin egen komponist, eller "forsanger", Heinrich Nutzhorn i Askov, som med en lang række melodier, mest i let stiliseret marchstil, kan siges at have anslået en særlig højskole-fællessangtone. De fungerede udmærket i deres tid, men lignede nok hinanden for meget til at kunne blive stående. Men det var denne fællessangsnorm, til forskel fra bykulturens romance-norm, som næste generation gik videre med."
Heinrich von Nutzhorn er begravet ved Askov Kirke.
- Mindesten i Skibelund Krat